# Calixte-Louis-François-Joseph Roussel
Calixte-Louis-François-Joseph Roussel, francoski general, * 6. april 1881, † 7. oktober 1971.